# دوري كرة القدم النرويجي الدرجة الأولى 1986
دوري كرة القدم النرويجي الدرجة الأولى 1986 (بالنرويجية: 2. divisjon fotball for menn 1986) هو الموسم 38 من الدوري النرويجي الدرجة الأولى. أشرف على تنظيمه اتحاد النرويج لكرة القدم، وكان عدد الأندية المشاركة فيه 24، وفاز فيه Moss FK ‏.